# Ellobius alaicus
Ellobius alaicus е вид бозайник от семейство Хомякови (Cricetidae).

## Разпространение
Видът е разпространен в Киргизстан.